# Rugomero (periodiskt vattendrag i Burundi, Karuzi)
Rugomero är ett periodiskt vattendrag i Burundi.   Det ligger i provinsen Karuzi, i den centrala delen av landet, 100 kilometer öster om huvudstaden Bujumbura.
Omgivningarna runt Rugomero är en mosaik av jordbruksmark och naturlig växtlighet. Runt Rugomero är det ganska tätbefolkat, med 160 invånare per kvadratkilometer.